# Antara Mali
Antara Mali (ur. 11 maja 1979 w Mumbaju) – indyjska aktorka bollywoodzka. Córka znanego fotografa Jagdisha Mali. Od swojego debiutu w 1999 roku w filmie Prem Katha gra w filmach wyreżyserowanych lub wyprodukowanych przez Ram Gopala Varmę.

## Filmografia
- Mr Ya Miss (2005) ... Sanjana
- Naach (2004) ... Rewa
- Gayab (2004) ... Mohini
- Main Madhuri Dixit Banna Chahti Hoon (2003)
- Darna Mana Hai (2003) ... Anjali
- Road (2002) ... Lakshmi
- Towarzystwo (2002) ... Kannu –
- Khiladi 420 (2000) ... Monica D’Souza
- Mast (1999) ... Nisha
- Prem Katha (1999) ... Divya

## Reżyser
- Mr Ya Miss (2005)

## Scenarzystka
- Mr Ya Miss (2005)

## Nominacje do nagród
- nominacja do Nagrody Filmfare dla Najlepszej Aktorki Drugoplanowej – Towarzystwo (wygrała Madhuri Dixit za Devdas)
- nominacja do Nagrody Screen Weekly dla Najlepszej Aktorki – Towarzystwo
- nominacja do Nagrody Zee Cine dla Najlepszej Aktorki – Main Madhuri Dixit Banna Chahti Hoon